# سي ويك
سي ويك (بالإنجليزية: Sey Vik)‏ هي منطقة سكنية تقع في سيستان وبلوتشستان في إيران. يقدر عدد سكانها بـ 119 نسمة .